# (20842) 2000 UG75
2000 يو جي 75 (ويعرف أيضًا باسم (20842) 2000 يو جي 75 وفق تسمية الكوكب الصغير) (بالإنجليزية: 2000 UG75)‏ هو كويكب ضمن حزام الكويكبات؛ وترتيبه 20842 من حيث الاكتشاف.
اكتُشف هذا الجُرم الفلكي بواسطة بحث لنكولن عن الكويكبات القريبة من الأرض في 31 أكتوبر 2000.

## وصلات خارجية
- (20842) 2000 UG75 في قاعدة بيانات مختبر الدفع النفاث لأجرام النظام الشمسي الصغيرة

- الاكتشاف · مخطط المدار ·  العناصر المدارية · المعلمات المادية

- (20842) 2000 UG75 على موقع ويكي سكاي: DSS2, SDSS, GALEX, IRAS, Hydrogen α, X-Ray, Astrophoto, Sky Map, Articles and images